# Mörk dunört
Mörk dunört (Epilobium obscurum) är en dunörtsväxtart som beskrevs av Johann Christian Daniel von Schreber. Enligt Catalogue of Life ingår Mörk dunört i släktet dunörter och familjen dunörtsväxter, men enligt Dyntaxa är tillhörigheten istället släktet dunörter och familjen dunörtsväxter. Enligt den finländska rödlistan är arten starkt hotad i Finland. Arten är reproducerande i Sverige. Artens livsmiljö är diken. Inga underarter finns listade i Catalogue of Life.

## Bildgalleri

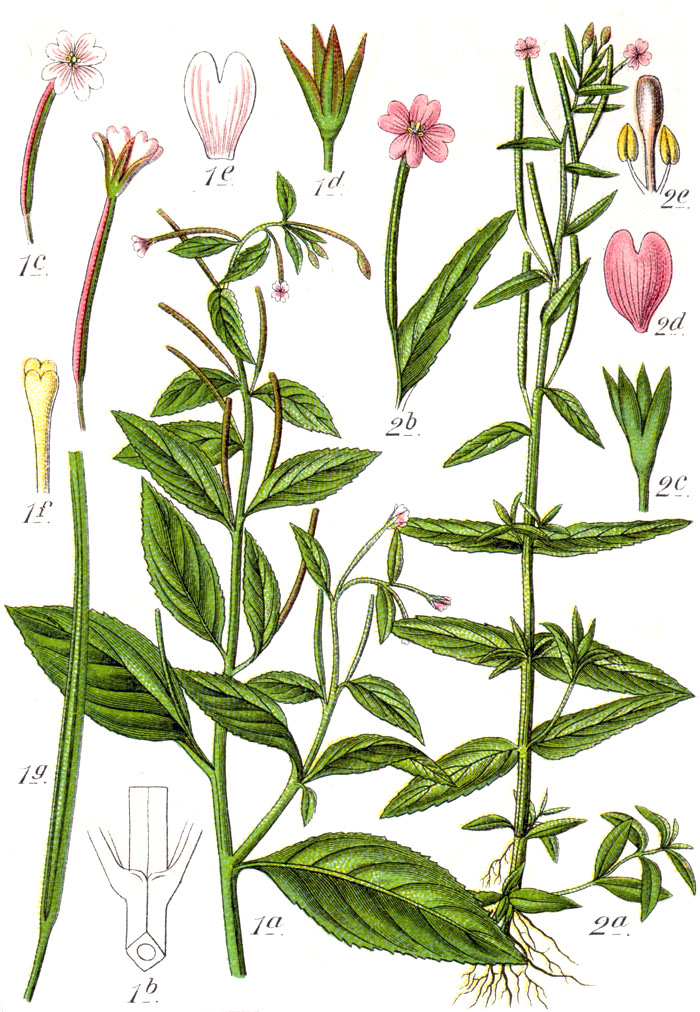
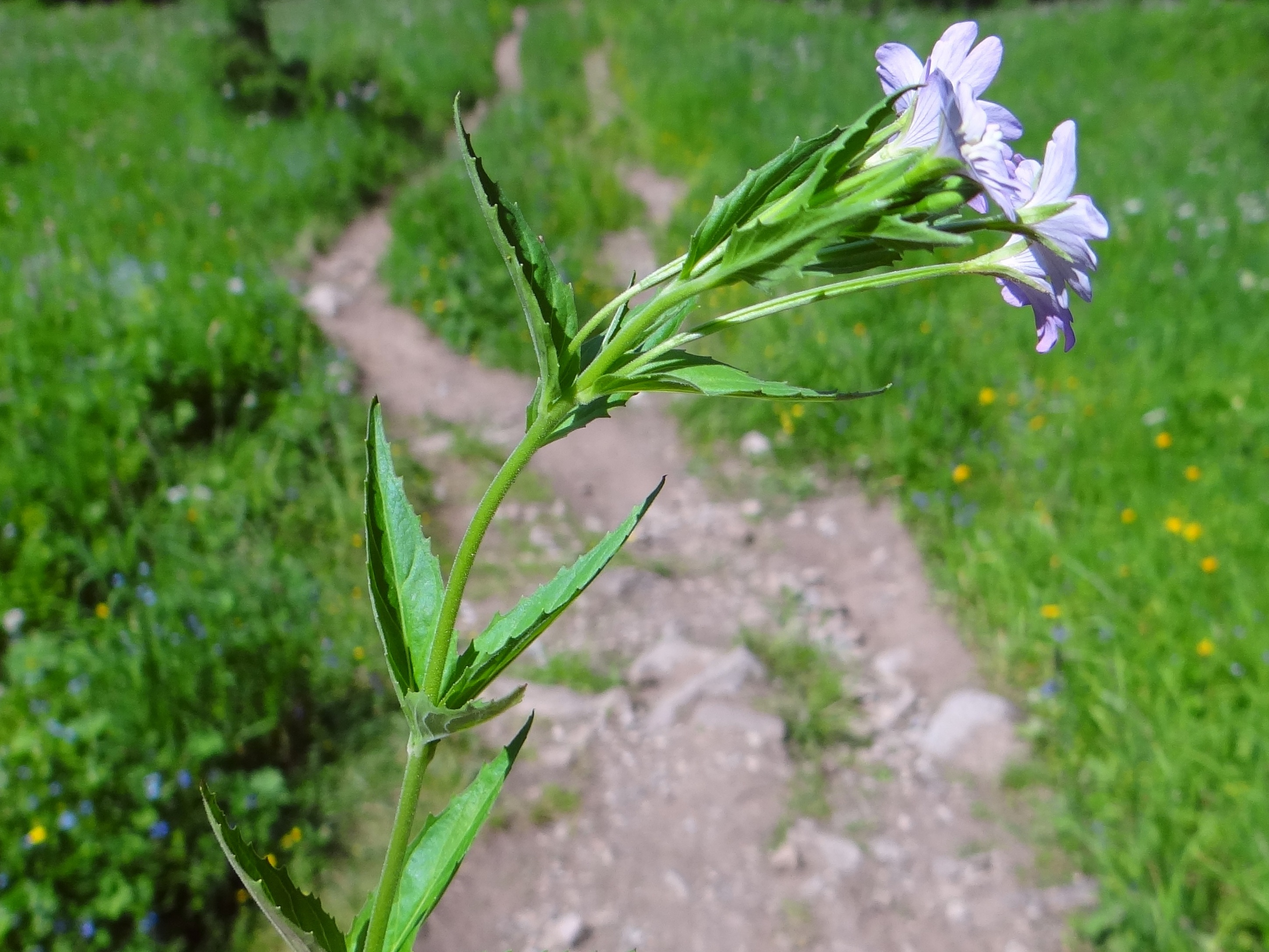